# Sefhare
Sefhare est une ville du Botswana.